# Sisyrinchium megapotamicum
Sisyrinchium megapotamicum är en irisväxtart som beskrevs av Gustaf Oskar Andersson Malme. Sisyrinchium megapotamicum ingår i släktet gräsliljor, och familjen irisväxter. Inga underarter finns listade i Catalogue of Life.